# Game Developers Choice Awards

GDCA Logo

Die Game Developers Choice Awards werden seit 2001 auf der Game Developers Conference von der International Game Developers Association (IGDA) in San José, Kalifornien, verliehen. Sowohl für die Nominierung als auch für die Abstimmung sind nur reguläre Mitglieder, demzufolge Spieleentwickler, zugelassen. Die Preisverleihung wird von Online-Medien begleitet.
Von 1997 bis 1999 wurden auf der Game Developers Conference die Spotlight Awards verliehen.

## Auszeichnung

### Spiel des Jahres
Dieser Preis würdigt einen Titel in seiner Gesamtheit.
- 2001: Die Sims (für PC)
- 2002: Grand Theft Auto III (für PlayStation 2)
- 2003: Metroid Prime (für GameCube)
- 2004: Star Wars: Knights of the Old Republic (für Xbox, PC)
- 2005: Half-Life 2 (für PC)
- 2006: Shadow of the Colossus (für PlayStation 2)
- 2007: Gears of War (für Xbox 360)
- 2008: Portal
- 2009: Fallout 3
- 2010: Uncharted 2: Among Thieves
- 2011: Red Dead Redemption
- 2012: The Elder Scrolls V: Skyrim
- 2013: Journey
- 2014: The Last of Us
- 2015: Mittelerde: Mordors Schatten
- 2016: The Witcher 3: Wild Hunt
- 2017: Overwatch
- 2018: The Legend of Zelda: Breath of the Wild
- 2019: God of War
- 2020: Untitled Goose Game
- 2021: Hades
- 2022: Inscryption
- 2023: Elden Ring
- 2024: Baldur’s Gate 3
- 2025: Balatro

### Audio
In die Vergabe dieses Preises fließen Aspekte wie Musik und Soundeffekte ein.
- 2001: Diablo II (für PC)
- 2002: Halo (für Xbox)
- 2003: Medal of Honor: Allied Assault (für PC)
- 2004: Call of Duty (für PC)
- 2005: Halo 2 (für Xbox)
- 2006: Guitar Hero (für PlayStation 2)
- 2007: Guitar Hero 2 (für PlayStation 2)
- 2008: BioShock
- 2009: Dead Space
- 2010: Uncharted 2: Among Thieves
- 2011: Red Dead Redemption
- 2012: Portal 2
- 2013: Journey
- 2014: BioShock Infinite
- 2015: Alien: Isolation
- 2016: Crypt of the NecroDancer
- 2017: Inside
- 2018: The Legend of Zelda: Breath of the Wild
- 2019: Celeste
- 2020: Control
- 2021: Hades
- 2022: Unpacking
- 2023: God of War Ragnarök
- 2024: Hi-Fi Rush
- 2025: Astro Bot

### Gamedesign
Träger dieses Preises werden für ihre Spielmechanismen, Rätsel, Spielbalance, Szenarien und Ähnliches gelobt.
- 2001: Deus Ex (für PC)
- 2002: Grand Theft Auto III (für PlayStation 2)
- 2003: Battlefield 1942 (für PC)
- 2004: Prince of Persia: The Sands of Time (für PC, PlayStation 2, Xbox, GameCube)
- 2005: Katamari Damacy (für PlayStation 2)
- 2006: Shadow of the Colossus (für PlayStation 2)
- 2007: Wii Sports (für Wii)
- 2008: Portal
- 2009: LittleBigPlanet
- 2010: Batman: Arkham Asylum
- 2011: Red Dead Redemption
- 2012: Portal 2
- 2013: Journey
- 2014: The Last of Us
- 2015: Hearthstone: Heroes of Warcraft
- 2016: Rocket League
- 2017: Overwatch
- 2018: The Legend of Zelda: Breath of the Wild
- 2019: Into the Breach
- 2020: Baba Is You
- 2021: Hades
- 2022: It Takes Two
- 2023: Elden Ring
- 2024: Baldur’s Gate 3
- 2025: Balatro

### Technik
Dieser Preis lobt die technischen Aspekte eines Spiels, wie etwa die Grafik-Engine, die Physik-Engine, Künstliche Intelligenz.
- 2005: Half-Life 2 (für PC)
- 2006: Nintendogs (für Nintendo DS)
- 2007: Gears of War (für Xbox 360)
- 2008: Crysis
- 2009: LittleBigPlanet
- 2010: Uncharted 2: Among Thieves
- 2011: Red Dead Redemption
- 2012: Battlefield 3
- 2013: Far Cry 3
- 2014: Grand Theft Auto V
- 2015: Destiny
- 2016: The Witcher 3: Wild Hunt
- 2017: Uncharted 4: A Thief’s End
- 2018: Horizon Zero Dawn
- 2019: Red Dead Redemption 2
- 2020: Control
- 2021: Microsoft Flight Simulator
- 2022: Ratchet & Clank: Rift Apart
- 2023: God of War Ragnarök
- 2024: The Legend of Zelda: Tears of the Kingdom
- 2025: Astro Bot

### Visuelle Gestaltung

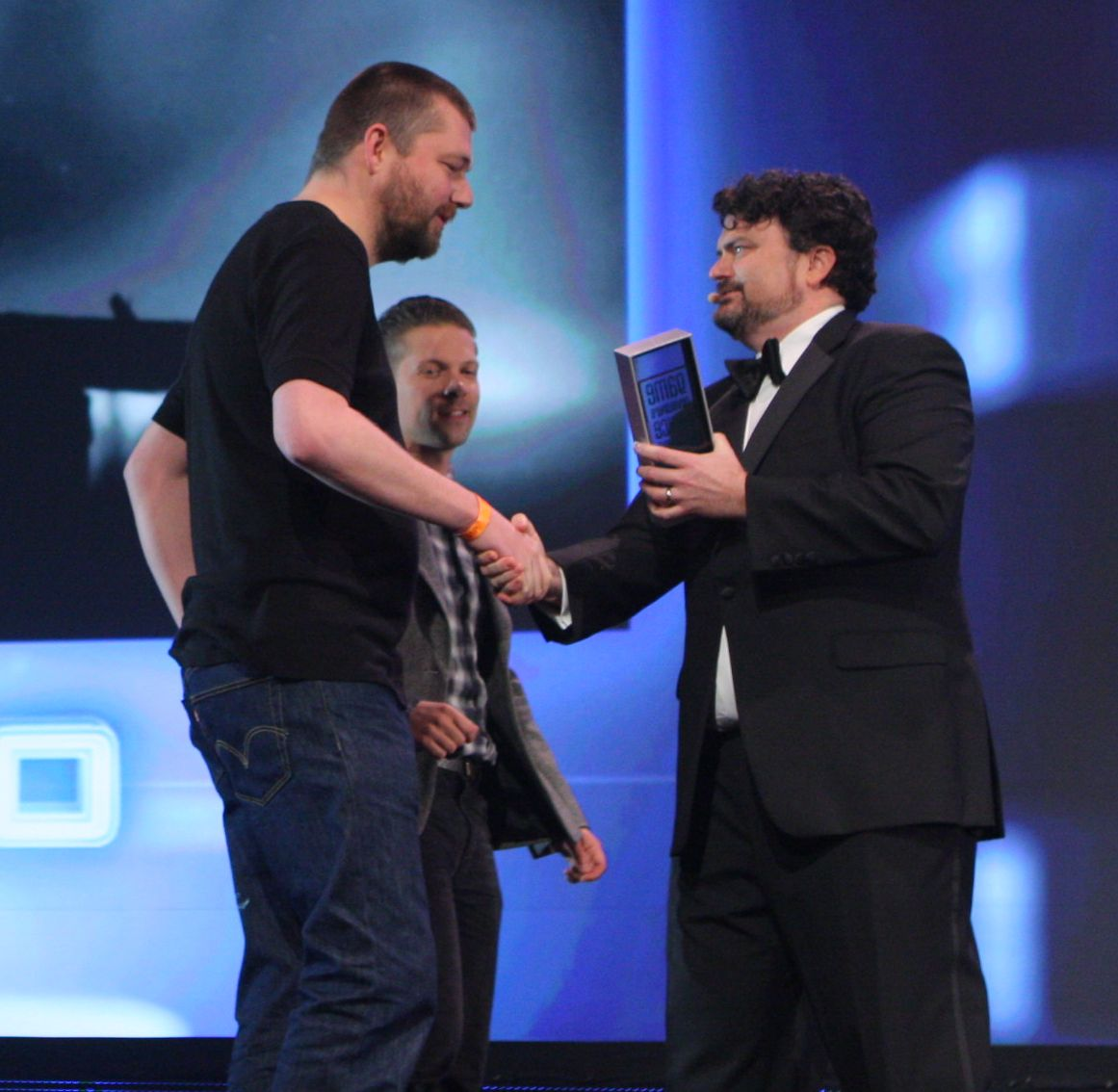
Arnt Jensen von PlayDead (links) und Graphiker Morten Bramsen (hinten) erhalten den "Best Visual Art" Award für Limbo von Tim Schafer bei den 2011 Game Developers Choice Awards

Mit diesem Preis werden optische Höhepunkte im Bezug auf Animation, Modellierung, Texturen und Grafikstil geehrt.
- 2001: Jet Grind Radio (für Dreamcast)
- 2002: ICO (für PlayStation 2)
- 2003: Kingdom Hearts (für PlayStation 2)
- 2004: The Legend of Zelda: The Wind Waker (für GameCube)
- 2005: World of Warcraft (für PC)
- 2006: Shadow of the Colossus (für PlayStation 2)
- 2007: Gears of War (für Xbox 360)
- 2008: BioShock
- 2009: Prince of Persia
- 2010: Uncharted 2: Among Thieves
- 2011: Limbo
- 2012: Uncharted 3: Drake’s Deception
- 2013: Journey
- 2014: BioShock Infinite
- 2015: Monument Valley (für iOS, Android)
- 2016: Ori and the Blind Forest
- 2017: Inside
- 2018: Cuphead
- 2019: Gris
- 2020: Control
- 2021: Ghost of Tsushima
- 2022: Ratchet & Clank: Rift Apart
- 2023: Elden Ring
- 2024: Alan Wake 2
- 2025: Black Myth: Wukong

### Drehbuch
Dieser Preis geht an Spiele, die sich in den Bereichen Handlung, Handlungsaufbau, Dialoge und Erzähltext hervortaten.
- 2003: Tom Clancy’s Splinter Cell
- 2004: Star Wars: Knights of the Old Republic
- 2005: Half-Life 2
- 2006: Psychonauts
- 2007: The Legend of Zelda: Twilight Princess
- 2008: BioShock
- 2009: Fallout 3
- 2010: Uncharted 2: Among Thieves
- 2011: Mass Effect 2
- 2012: Portal 2
- 2013: The Walking Dead
- 2014: The Last of Us
- 2015: Kentucky Route Zero
- 2016: Her Story
- 2017: Firewatch
- 2018: What Remains of Edith Finch
- 2019: Return of the Obra Dinn
- 2020: Disco Elysium
- 2021: The Last of Us Part II
- 2022: Psychonauts 2
- 2023: Pentiment
- 2024: Baldur’s Gate 3
- 2025: Metaphor: ReFantazio

### Innovation
Mit dem Preis für Innovation werden bis zu drei Spiele ausgezeichnet, die tatsächliche Neuerungen darstellen und das Medium Videospiel als Kunstform vorantreiben.
- 2001: Counter-Strike; Crazy Taxi; Deus Ex; Jet Grind Radio; No One Lives Forever
- 2002: Black & White; Grand Theft Auto III; ICO; Majestic; Rez
- 2003: Animal Crossing; Battlefield 1942; Medal of Honor: Allied Assault; Das Ding aus einer anderen Welt
- 2004: EyeToy: Play; Viewtiful Joe; WarioWare, Inc.: Mega Microgame$
- 2005: Donkey Konga; I Love Bees; Katamari Damacy
- 2006: Nintendogs; Guitar Hero
- 2007: Line Rider; Ōkami; Wii Sports
- 2008: Portal
- 2009: LittleBigPlanet
- 2010: Scribblenauts
- 2011: Minecraft
- 2012: Johann Sebastian Joust (Die Gute Fabrik)
- 2013: Journey
- 2014: Papers, Please
- 2015: Monument Valley
- 2016: Her Story
- 2017: No Man’s Sky
- 2018: Gorogoa
- 2019: Nintendo Labo
- 2020: Baba Is You
- 2021: Dreams
- 2022: Unpacking
- 2023: Immortality
- 2024: The Legend of Zelda: Tears of the Kingdom
- 2025: Balatro

### Best Handheld Game
In der Kategorie für das „Beste Handheld-Spiel“ werden Spiele nominiert, die auf Handheld-Systemen läuft. Die Gewinner sind:
- 2008: The Legend of Zelda: Phantom Hourglass (Nintendo)
- 2009: God of War: Chains of Olympus (Ready At Dawn Studios)
- 2010: Scribblenauts (5th Cell)
- 2011: Cut the Rope (ZeptoLab)
- 2012: Superbrothers: Sword & Sworcery EP (Capy Games/Superbrothers)
- 2013: The Room
- 2014: The Legend of Zelda: A Link Between Worlds
- 2015: Monument Valley
- 2016: Her Story
- 2017: Pokémon Go
- 2018: Gorogoa
- 2019: Florence
- 2020: What the Golf?
- 2021: Genshin Impact

### Best Debut Game
In der Kategorie für das „Beste Debüt-Spiel“ werden Spiele nominiert, die jeweils das erste Spiel eines Entwicklerstudios sind. Die Gewinner sind:
- 2009: LittleBigPlanet (Media Molecule)
- 2010: Torchlight (Runic Games)
- 2011: Minecraft (Mojang)
- 2012: Bastion (Supergiant Games)
- 2013: FTL: Faster Than Light (Subset Games)
- 2014: Gone Home (The Fullbright Company)
- 2015: The Banner Saga (Stoic Studio)
- 2016: Ori and the Blind Forest (Moon Studios)
- 2017: Firewatch (Campo Santo)
- 2018: Cuphead (StudioMDHR)
- 2019: Florence (Mountains)
- 2020: Disco Elysium (ZA/UM)
- 2021: Phasmophobia (Kinetic Games)
- 2022: Valheim (Iron Gate Studio)
- 2023: Stray (BlueTwelve Studio)
- 2024: Venba (Visai Games)
- 2025: Balatro (PlayThunk)

### Bestes VR-/AR-Spiel
In dieser Kategorie werden die besten, kommerziell veröffentlichten Virtual-Reality- und Augmented-Reality-Spiele nominiert. Die Gewinner sind:
- 2017: Job Simulator: The 2050 Archives
- 2018: Superhot VR
- 2019: Beat Saber
- 2020: Vader Immortal
- 2021: Half-Life: Alyx

### Lifetime Achievement Award
Mit diesem Preis wird das Lebenswerk ausgezeichnet.
- 2001: Will Wright
- 2002: Yuji Naka
- 2003: Gunpei Yokoi
- 2004: Mark Cerny
- 2005: Eugene Jarvis
- 2006: Richard Garriott
- 2007: Shigeru Miyamoto
- 2008: Sid Meier
- 2009: Hideo Kojima
- 2010: John Carmack
- 2011: Peter Molyneux
- 2012: Warren Spector
- 2013: Ray Muzyka und Greg Zeschuk
- 2014: Ken Kutaragi
- 2015: Hironobu Sakaguchi
- 2016: Todd Howard
- 2017: Tim Sweeney
- 2018: Tim Schafer
- 2019: Amy Hennig
- 2021: Laralyn McWilliams
- 2022: Yūji Horii
- 2023: John Romero
- 2024: Yōko Shimomura
- 2025: Sam Lake

### Pioneer Award (bis 2007: The First Penguin Award)
Dieser Preis soll Entwickler auszeichnen, die mit ihrer Arbeit erfolgreich neue, riskante Wege gegangen sind und damit als Inspirationsquelle für nachfolgende Spielentwicklungen dienten (engl. pioneer: Pionier). Bis 2007 trug der Preis den Namen The First Penguin Award (zu Deutsch: Der erste Pinguin). Dieser war von dem Kinderbuch Mr. Popper's Penguins inspiriert und spielte auf die Beobachtung an, dass Adeliepinguine meist in Gruppen ins Wasser springen, wobei einer von ihnen den ersten Schritt machen muss.
- 2001: Chip Morningstar, Randy Farmer für Habitat
- 2002: Hubert Chardot
- 2003: David Crane, Larry Kaplan, Jim Levy, Alan Miller, Bob Whitehead (Firmengründer von Activision)
- 2004: Masaya Matsuura
- 2005: Richard Bartle (Co-Autor MUD1)
- 2006: Don Woods, Will Crowther (Erschaffer des Textabenteuers Adventure)
- 2007: Alexey Pajitnov (Erfinder von Tetris)
- 2008: Ralph Baer
- 2009: Alex Rigopulos und Eran Egozy (Gründer des Spieleentwicklers Harmonix Music Systems)
- 2010: Gabe Newell
- 2011: Yu Suzuki
- 2012: Dave Theurer
- 2013: Ray Muzyka und Greg Zeschuk
- 2014: Brandon Beck und Marc Merrill
- 2015: David Braben
- 2016: Markus Persson
- 2017: Jordan Mechner
- 2019: Rieko Kodama
- 2020: Roberta Williams
- 2021: Tom Fulp
- 2023: Mabel Addis
- 2025: Lucas Pope

### Ambassador Award
Mit dem Ambassador Award (engl. ambassador: Botschafter) werden Personen ausgezeichnet, die maßgeblich dazu beigetragen haben, den Stand der Computerspieleindustrie zu verbessern.
- 2008: Jason Della Rocca
- 2009: Tommy Tallarico
- 2010: Jerry Holkins, Mike Krahulik und Robert Khoo
- 2011: Tim Brengle und Ian MacKenzie
- 2012: Ken Doroshow und Paul M. Smith
- 2013: Chris Melissinos
- 2014: Anita Sarkeesian
- 2015: Brenda Romero
- 2016: Tracy Fullerton
- 2018: Rami Ismail
- 2020: Kate Edwards
- 2022: Steven Spohn
- 2024: Fawzi Mesmar

## Nicht mehr verliehene Auszeichnung
Folgende Auszeichnungen werden nicht mehr verliehen.

### Bestes Leveldesign
- 2001: American McGee’s Alice (für PC)
- 2002: ICO (für PlayStation 2)
- 2003: Metroid Prime (für GameCube)

### Beste Videospielprogrammierung
- 2001: Die Sims (für PC)
- 2002: Black & White (für PC)
- 2003: Neverwinter Nights (für PC)
- 2004: Prince of Persia: The Sands of Time (für PC, PlayStation 2, Xbox, GameCube)

### Charakterdesign
Dieser Preis bewertete (nicht lizenzierte) Charaktere in Spielen. Kriterien hierfür waren unter anderem Originalität, emotionale Tiefe und Charakterentwicklung.
- 2001: Seaman aus Seaman (für PlayStation 2, Dreamcast)
- 2002: Daxter aus Jak and Daxter: The Precursor Legacy (für PlayStation 2)
- 2003: Sly Cooper aus Sly Raccoon (für PlayStation 2)
- 2004: HK-47 aus Star Wars: Knights of the Old Republic (für Xbox, PC)
- 2005: Half-Life 2 (für PC)
- 2006: Shadow of the Colossus (für PlayStation 2)
- 2007: Ōkami (für PlayStation 2)

### Bestes neues Entwickler-Studio
- 2001: Valve / Minh Le / Jess Cliffe (für Counter-Strike)
- 2002: Bohemia Interactive Studio (für Operation Flashpoint)
- 2003: Retro Studios (für Metroid Prime)
- 2004: Infinity Ward (für Call of Duty)
- 2005: Crytek (für Far Cry)
- 2006: Double Fine Productions (für Psychonauts)
- 2007: Iron Lore Entertainment (für Titan Quest)

### IGDA Award for Community Contribution
Dieser Preis ehrt bemerkenswerte Beiträge zum Aufbau einer Spieleentwicklergemeinschaft, zur Verbreitung von Wissen und zur Fürsprache im Interesse anderer Entwickler.
- 2001: John Carmack
- 2002: Jeff Lander
- 2003: Doug Church
- 2004: Ray Muzyka, Greg Zeschuk
- 2005: Sheri Graner Ray
- 2006: Chris Hecker
- 2007: George Alistair Sanger

### Maverick Award
Als Maverick (zu Deutsch: Außenseiter) wird ein Entwickler ausgezeichnet, der Eigensinn bewiesen und mit alternativen oder neuartigen Konzepten experimentiert hat.
- 2004: Brian Fiete, Jason Kapalka, John Vechey
- 2005: Matt Adams, Ju Row Farr, Nick Tandavanitj
- 2006: Mike Dornbrook, Eran Egozy, Greg LoPiccolo, Alex Rigopulos
- 2007: Greg Costikyan

### Best New Social/Online Game
In dieser Kategorie sind neue Onlinespiele und Browserspiele nominiert.
- 2010: FarmVille (Zynga)

### Best Downloadable Game
In der Kategorie für das „Beste herunterladbare Spiel“ werden Spiele für PC oder Konsolen nominiert, die ausschließlich per Download bezogen werden können und bei denen der Gelegenheitsspiel-Charakter im Vordergrund steht. Die Gewinner sind:
- 2008: flOw (thatgamecompany/Sony Computer Entertainment)
- 2009: World of Goo (2D Boy)
- 2010: Flower (thatgamecompany)
- 2011: Minecraft
- 2012: Bastion
- 2013: Journey
- 2014: Papers, Please